# Ernst August Fischer

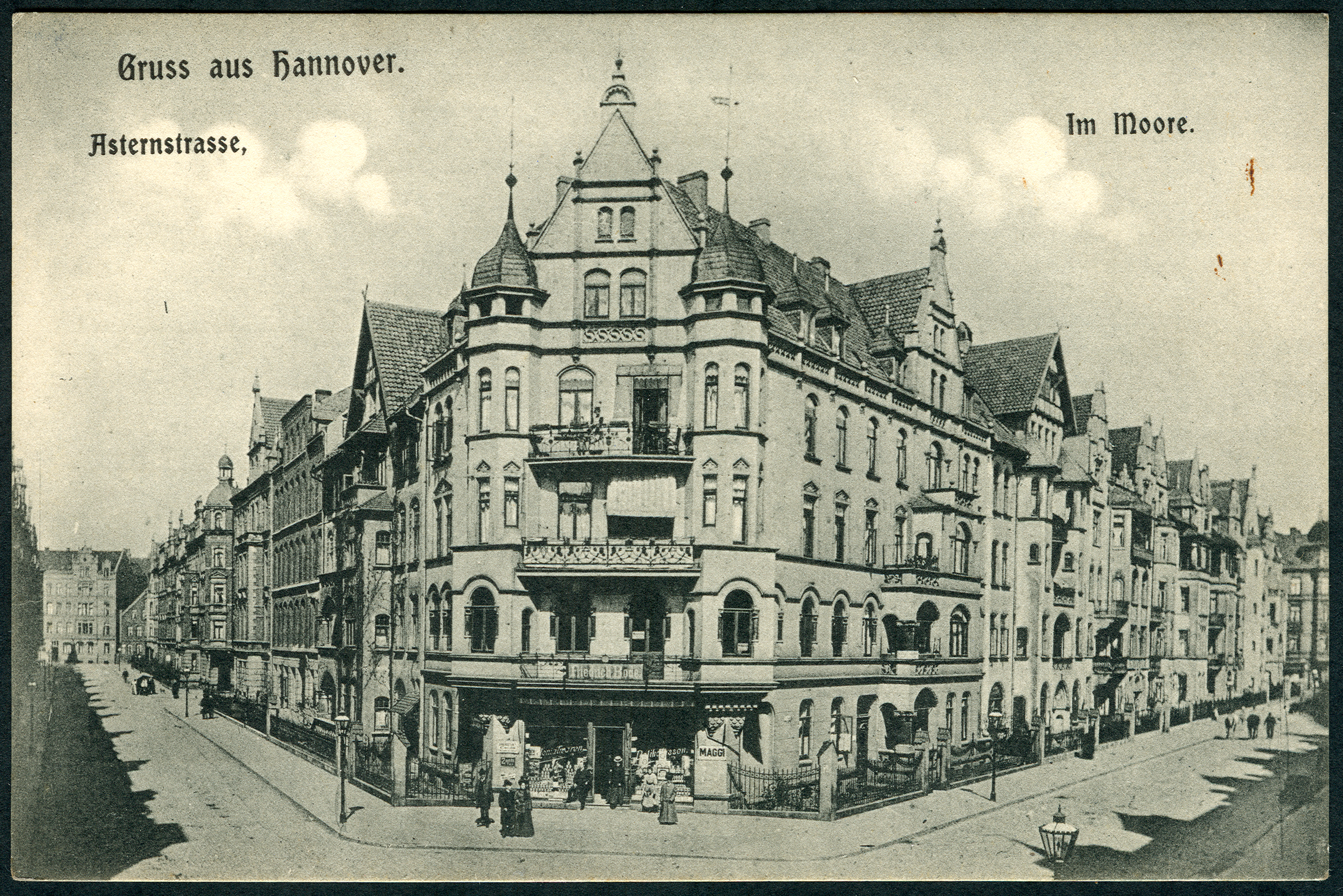
Foto von Ernst August Fischer: Architekturfotografie als Ansichtskarte aus der Nordstadt von Hannover; Kolonialwarenhandlung und die Straßenzüge Asternstraße und Im Moore, um 1905

Ernst August Fischer (* im 19. Jahrhundert; † im 20. Jahrhundert) war ein deutscher selbständiger Fotograf mit mehreren Ateliers in Hannover sowie Verleger von Ansichtskarten.

## Leben

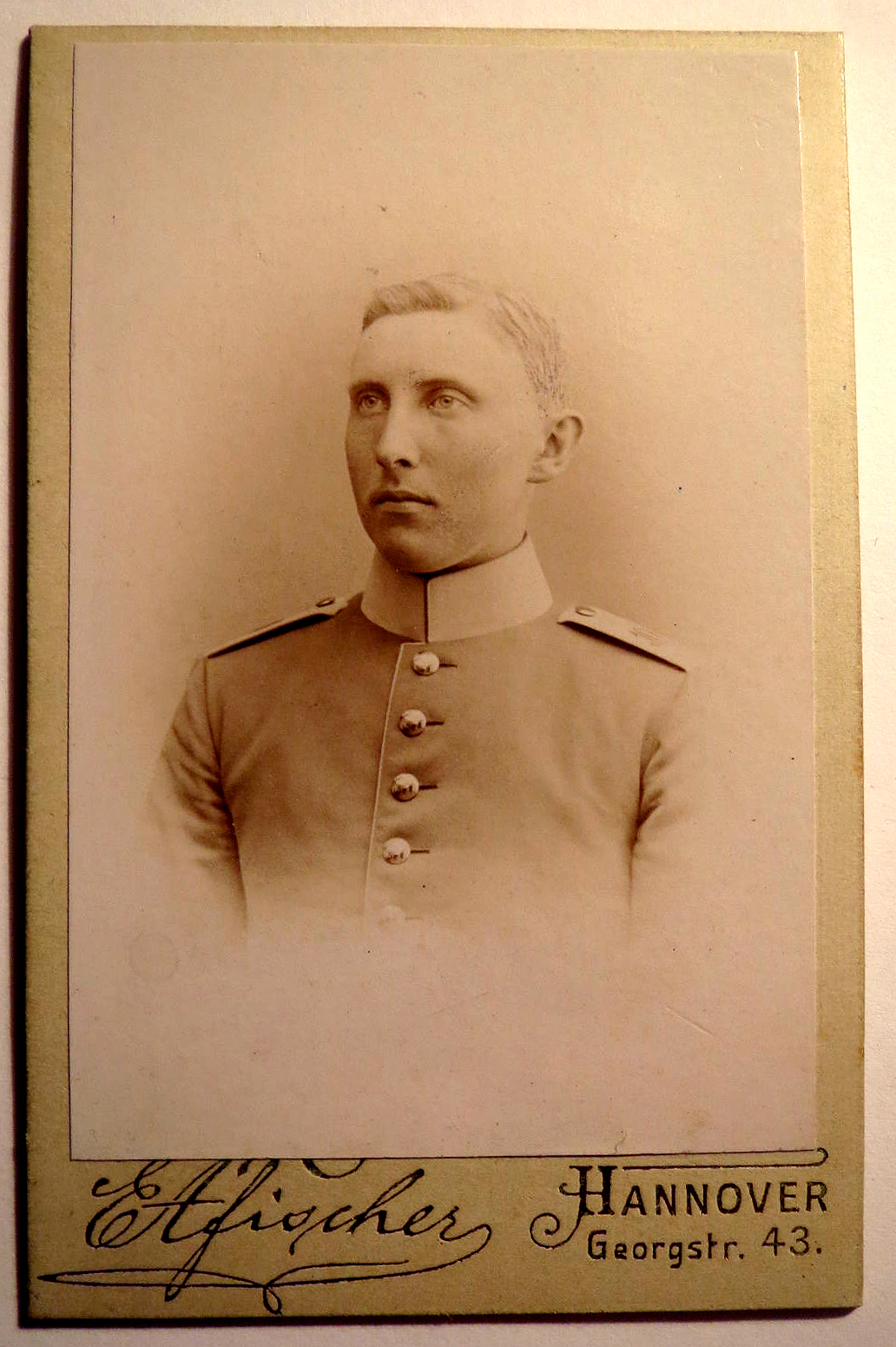
Carte de Visite mit dem Brustbild eines jungen Soldaten mit der Nummer 10 auf der Schulterklappe;
Atelieraufnahme, Georgstraße 43, um 1890

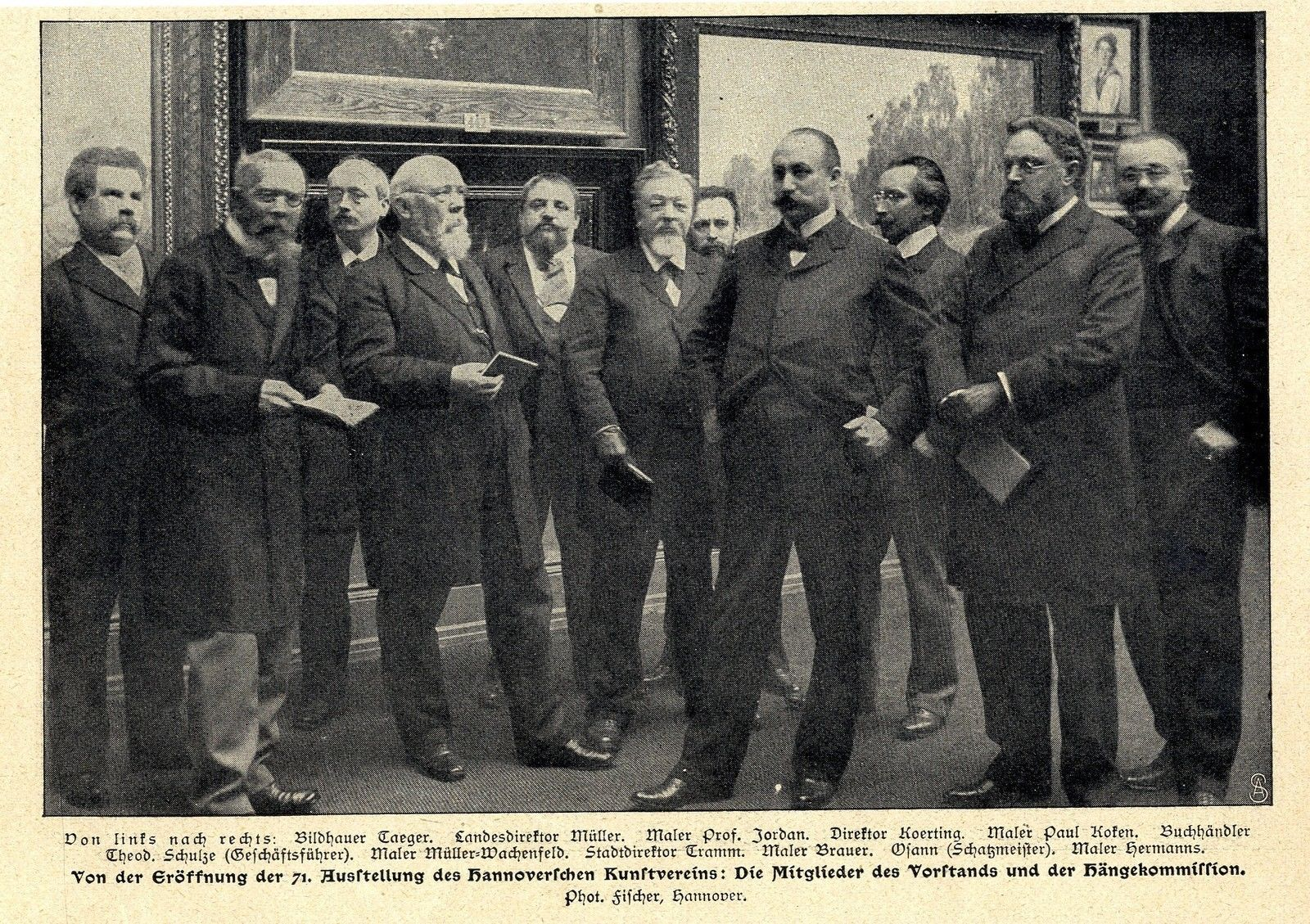
„Mitglieder des Vorstands ...“ des Kunstvereins Hannover: (v.l.): Bildhauer Eduard Taeger, Landesdirektor Karl Hugo Müller, Maler Ernst Jordan, Gasdirektor Leonhard Körting, Maler Paul Koken, Buchhändler Theodor Schulze, Maler Heinrich Müller-Wachenfeld, Stadtdirektor Heinrich Tramm, Maler Fritz Brauer, Zivilingenieur und Schatzmeister Friedrich Osann und der Landschaftsmaler Rudolf Hermanns;
Fotodruck einer Aufnahme Fischers im Künstlerhaus Hannover, 1903

Als selbständiger Unternehmer betrieb Ernst August Fischer gegen Ende des 19. Jahrhunderts in Hannover teilweise zeitgleich die möblierten Foto-Ateliers in der Mehlstraße 6 sowie in der Celler Straße 36. Den Kartonträger für seine im Carte-de-Visite-Format (CDV) aufgeklebten Fotografien mit Adress-Angaben und einer ebenfalls bedruckten Pergamentfolie ließ er bei dem seinerzeit in Berlin N. 65 ansässigen Lithografie-Unternehmen C. L. Vogel vorproduzieren, das wiederum mit einem Zudruck auf den Revers mit seinen Leistungen warb.
Neben den beiden vorgenannten Ateliers betrieb „E. A. Fischer“ auch ein Fotostudio in der Georgstraße 43.
Als Architekturfotograf und Ansichtskartenverleger hinterließ Fischer der Nachwelt zum Teil einzigartige Zeitdokumente, die beispielsweise einen wie „zufällig“ belebten Blick auf eine Kolonialwarenhandlung an den um 1900 errichteten Straßenzügen Asternstraße, Im Moore in der Nordstadt von Hannover aufzeigen – ohne ein einziges abgestelltes oder fahrendes Automobil. Auch einige historische und später während der Luftangriffe auf Hannover zerstörte Gebäude in der Hahnenstraße sind im Hintergrund sorgfältig abgelichtet.